# Park Young-chul
Park Young-chul (* 14. April 1954) ist ein ehemaliger südkoreanischer Judoka. Er gewann 1976 eine olympische Bronzemedaille im Mittelgewicht und 1979 Weltmeisterschaftsbronze im Halbmittelgewicht.

## Karriere
Der 1,75 m große Park Young-chul bezwang bei den Olympischen Spielen 1976 in Montreal im Achtelfinale den Ungarn Endre Kiss vorzeitig. Im Viertelfinale unterlag er dem Japaner Isamu Sonoda mit einer Yuko-Wertung. In der Hoffnungsrunde bezwang Park den Australier Paul Buganey und den Deutschen Fred Marhenke und gewann eine Bronzemedaille.
Bei den Weltmeisterschaften 1979 in Paris trat Park Young-chul nach einer Neuordnung der Gewichtsklassen im Halbmittelgewicht an. Im Achtelfinale unterlag er dem Japaner Shōzō Fujii. Mit Siegen in der Hoffnungsrunde über den Ungarn László Hangyási, den Spanier Ignacio Sanz und Brett Barron aus den Vereinigten Staaten erkämpfte sich Park eine Bronzemedaille.